# 尼克·胡哲
尼可拉斯·詹姆斯·「力克」·胡哲（英語：Nicholas James "Nick" Vujicic，/ˈvuːɪtʃɪtʃ/，1982年12月4日—），是一位塞爾維亞裔澳大利亞著作家、基督教佈道家和男演員，出生时患有先天性四肢切斷症（海豹肢症），沒有完全形成四肢。

## 早年生活和家庭問題
1982年出生於澳大利亞墨爾本。
出生時患有先天性四肢切斷症，沒有完全形成四肢。根據他的自傳，當護士把他抱在他的母親面前時，她拒絕看他或抱他，但她和她的丈夫最終接受了這個情況，並將其理解為“上帝對他們的孩子的計劃”。尼克·胡哲有兩個小而變形的腳，最初，他出生時腳趾融合了。進行了一項手術以分離腳趾，這樣他就可以用腳指抓住，翻頁或做其他事情。他已經能夠用腳來操作電動輪椅，電腦和手機。 在學校裏，有些同學因為尼克·胡哲奇特的外貌，不斷欺凌和嘲笑他，令尼克·胡哲感到沮喪。尼克·胡哲因為這樣曾經試圖自殺，但沒有成功。儘管遭到欺凌，尼克·胡哲在他十幾歲的時候都茁壯成長。在他17歲時，他的母親向他展示了一篇關於一名男子處理嚴重殘疾的報紙後，他深深明白到，他不只是自己一個人殘疾，這樣他重新有回做人的希望。在尼克19歲的時候，他打電話給學校，推銷自己的演講。被拒絕很多次，終於再第53次才成功，他獲得了一個5分鐘的演講機會。從此，他在世界各地演講。並且，尼克·胡哲於21歲時畢業於格里菲斯大學，獲得商業學士學位，主修會計和財務規劃。

## 職業生涯
2005年，創立了Life Without Limbs ，一個國際非營利組織和事工。 2007年，他創立了Attitude is Altitude，一家世俗的勵志演講公司。
力克·胡哲出演了短片“蝴蝶馬戲團”。在2010年法國電影節獨立電影節上，他因為威爾的主演而獲得短片最佳男主角獎。
2011年1月30日在瑞士達沃斯世界經濟論壇上發表演講“靈感終生”。
2011年8月，Attitude is Altitude發布尼克·胡哲的單曲和音樂視頻，名為“Something More”。
2011年做客香港凤凰卫视电视谈话性节目《鲁豫有约》。

## 信仰
在他的個人網頁上，在一個自我形成的“信仰聲明”中，尼克·胡哲陳述了他對重生的基督教的堅持，對經典的加爾文主義關於罪和救贖的觀念，以及對聖經的無誤。他的信仰原則還包括即將來臨的基督复臨。他沒有公開認同或堅持任何教派或教會。

## 作品
2005年，出版励志DVD《生命更大的目标》，同年被提名为“澳大利亚年度青年”。
2011年的《人生不設限》
2012年出版《勢不可當：化信心為行動的神奇力量》、《全心擁抱你：讓人生好得不像話的靈修小品》
2014年出版《坚强站立：你能战胜欺凌》
2015年出版书籍《爱情不设限》。並在全世界演講無數。

## 外部連結
- 力克·胡哲的官方臉書專頁 （页面存档备份，存于）／新浪微博 （页面存档备份，存于）
- （英文）Life Without Limbs(没有四肢的生命)（页面存档备份，存于）
- （英文）官方網站：态度决定高度(Attitude is Altitude)（页面存档备份，存于）